# Comité de sécurité (révolution américaine)

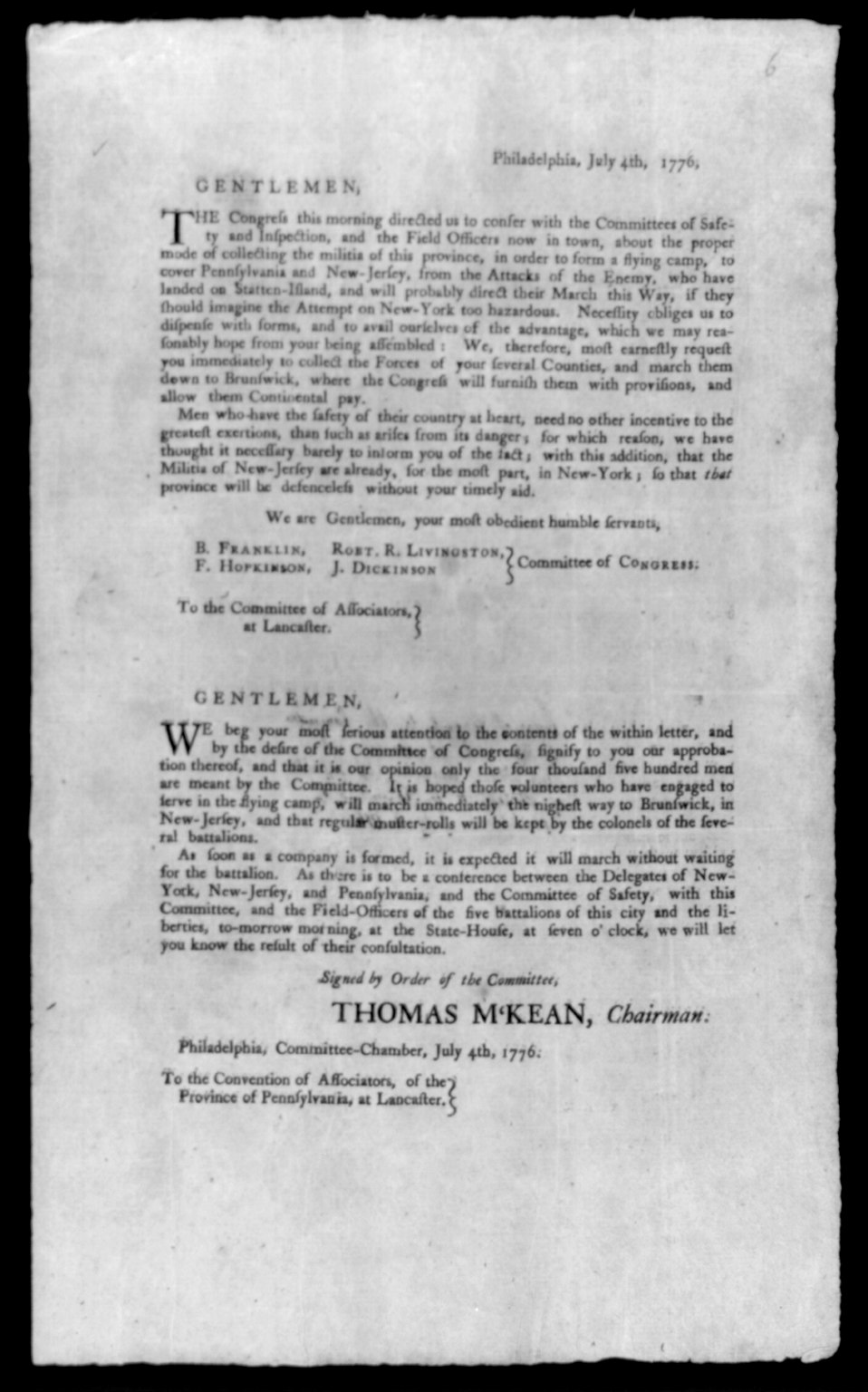
Avis, daté du 4 juillet 1776, d'un comité du Congrès aux miliciens de Lancaster, Pa. accompagné d'une lettre de recommandation du Comité de sécurité de Philadelphie, concernant

Les comités de sécurité (en anglais : Committees of Safety) sont créés dans les Treize colonies britanniques d'Amérique du Nord au début de la révolution américaine. Dans les années 1760, ces organisations réunissent le plus souvent les colons libres adultes. Elles contrôlent les milices et envoient des délégués aux assemblées coloniales, puis, pendant la guerre d'indépendance américaine, garantissent la sécurité et l'ordre publics.
Le comité du Massachusetts est dirigé par John Hancock en 1774. Les comités de sécurité sont en communication permanente avec les comités de liaison.